# Fallacia elegans
Fallacia elegans (лат.) — вид жесткокрылых из семейства усачей подсемейства Lepturinae, единственный представитель рода Fallacia.

## Описание
Третий сегмент усиков заметно длиннее первого и второго вместе взятых. Задние углы висков сглажены.

## Распространение
Встречается на Кавказе и Предкавказье (на север до Новороссийска), севере Ирана (Эльбурс) и Турции (на запад до провинции Болу).